# Cmentarz żydowski w Trzemesznie Lubuskim
Cmentarz żydowski w Trzemesznie Lubuskim – powstał zapewne w XVIII wieku. Zachowało się około 20 nagrobków, z których najstarszy pochodzi z 1786 roku. Funkcjonował jako miejsce pochówku żydowskiej ludności Trzemeszna Lubuskiego, Lubniewic i Glisna. Jest ogrodzony murem.